# Unifrance

Logo

Unifrance Film International  (kurz: Unifrance) mit Sitz in Paris ist das nationale Informations- und Beratungszentrum für den weltweiten Export französischer Filme. Die Organisation wurde 1949 als Verbindung zwischen der privatwirtschaftlichen Filmindustrie und der staatlichen Filmförderung gegründet. Ihre Zuständigkeit erstreckt sich auf die Exportförderung für Spielfilme, Dokumentarfilme, Fernsehfilme und Kurzfilme.
Zu den Hauptaufgaben von Unifrance gehören die enge Zusammenarbeit mit den Veranstaltern bedeutender Filmfestivals, die Organisation von Gemeinschaftsständen des französischen Films auf internationalen Film- und Fernsehmessen, die Publikation von Veröffentlichungen über das aktuelle französische Filmschaffen, sowie die Exportberatung für französische Filmproduktionsgesellschaften.
Mit dem MyFrenchFilmFestival hat Unifrance 2011 ein eigenes, länderübergreifendes Filmfestival gegründet. In Deutschland unterstützt die Organisation die Französische Filmwoche Berlin und das Jugendfilmfestival Cinéfête.